# Шамбері (округ)
Округ Шамбері (фр. Arrondissement de Chambéry) — округ у Франції, в департаменті Савоя. 2023 року округ об'єднував 151 муніципалітет, населення становило 284 759 осіб.
Адміністративний центр (супрефектура) — Шамбері.

## Муніципалітети
Список муніципалітетів округу та їхні коди INSEE:
1. Авресьє (73025)
2. Айон-ле-Жен (73004)
3. Айон-ле-В'є (73005)
4. Антрелак (73010)
5. Антремон-ле-В'є (73107)
6. Апремон (73017)
7. Арбен (73018)
8. Арвіллар (73021)
9. Арі (73020)
10. Аттінья-Онсен (73022)
11. Барбера (73029)
12. Барбі (73030)
13. Бассан (73031)
14. Белькомб-ан-Бож (73036)
15. Бельмон-Трамоне (73039)
16. Беттон-Беттоне (73041)
17. Бійєм (73042)
18. Бризон-Сент-Інносан (73059)
19. Бурдо (73050)
20. Бурже-ан-Юій (73052)
21. Бурнеф (73053)
22. Вальжелон-Ла-Рошетт (73215)
23. Верель-де-Монбель (73309)
24. Верель-Прагондран (73310)
25. Вертеме (73313)
26. Вів'є-дю-Лак (73328)
27. Віллар-д'Ері (73314)
28. Віллар-Леже (73315)
29. Віллар-Салле (73316)
30. Віллару (73324)
31. Вімін (73326)
32. Віон (73327)
33. Воглан (73329)
34. Грезі-сюр-Екс (73128)
35. Детріє (73099)
36. Домессен (73100)
37. Дрюметта-Кларафон (73103)
38. Дусі-ан-Бож (73101)
39. Дюллен (73104)
40. Егбелетт-ле-Лак (73001)
41. Еколь (73106)
42. Екс-ле-Бен (73008)
43. Ен (73027)
44. Єнн (73330)
45. Жакоб-Белькомбетт (73137)
46. Жарсі (73139)
47. Жербе (73122)
48. Жонж'є (73140)
49. Конжу (73091)
50. Коньєн (73087)
51. Корбель (73092)
52. Крюе (73096)
53. Куаз-Сен-Жан-П'є-Готьє (73089)
54. Кюр'єнн (73097)
55. Ла-Бальм (73028)
56. Ла-Бйоль (73043)
57. Ла-Бош (73033)
58. Ла-Бридуар (73058)
59. Ла-Компот (73090)
60. Ла-Круа-де-ла-Рошетт (73095)
61. Ла-Мотт-ан-Бож (73178)
62. Ла-Мотт-Серволе (73179)
63. Ла-Равуар (73213)
64. Ла-Табль (73289)
65. Ла-Триніте (73302)
66. Ла-Тюй (73294)
67. Ла-Шаванн (73082)
68. Ла-Шапель-Бланш (73075)
69. Ла-Шапель-Сен-Мартен (73078)
70. Ла-Шапель-дю-Мон-дю-Шат (73076)
71. Ле-Бурже-дю-Лак (73051)
72. Ле-Верней (73311)
73. Ле-Дезер (73098)
74. Ле-Моллетт (73159)
75. Ле-Нуає (73192)
76. Ле-Пон-де-Бовуазен (73204)
77. Ле-Понте (73205)
78. Ле-Шатлар (73081)
79. Лез-Ешель (73105)
80. Лепен-ле-Лак (73145)
81. Лессо (73141)
82. Лешерен (73146)
83. Луазьє (73147)
84. Люсе (73149)
85. Марсьє (73152)
86. Мейр'є-Труе (73156)
87. Мері (73155)
88. Міан (73183)
89. Мо (73180)
90. Монмельян (73171)
91. Монсель (73164)
92. Монтандрі (73166)
93. Монтаньоль (73160)
94. Муксі (73182)
95. Нанс (73184)
96. Новалез (73191)
97. Онте (73193)
98. Отвіль (73133)
99. Планез (73200)
100. Порт-де-Савуа (73151)
101. Прель (73207)
102. Пюїгро (73210)
103. Пюньї-Шатено (73208)
104. Ротеран (73217)
105. Рошфор (73214)
106. Рюфф'є (73218)
107. Сен-Бальдоф (73225)
108. Сен-Берон (73226)
109. Сен-Жан-д'Арве (73243)
110. Сен-Жан-де-Шевелю (73245)
111. Сен-Жан-де-Ку (73246)
112. Сен-Жан-де-ла-Порт (73247)
113. Сен-Жені-ле-Віллаж (73236)
114. Сен-Жоїр-Прієре (73249)
115. Сен-Кассен (73228)
116. Сен-Кристоф (73229)
117. Сен-П'єрр-д'Альбіньї (73270)
118. Сен-П'єрр-д'Альве (73271)
119. Сен-П'єрр-д'Антремон (73274)
120. Сен-П'єрр-де-Кюртій (73273)
121. Сен-П'єрр-де-Женебро (73275)
122. Сен-П'єрр-де-Сусі (73276)
123. Сен-Поль (73269)
124. Сен-Сюльпіс (73281)
125. Сен-Тібо-де-Ку (73282)
126. Сен-Фран (73233)
127. Сен-Франсуа-де-Саль (73234)
128. Сент-Альбан-Лейсс (73222)
129. Сент-Альбан-де-Монбель (73219)
130. Сент-Елен-дю-Лак (73240)
131. Сент-Марі-д'Альве (73254)
132. Сент-Оффанж (73263)
133. Сент-Рен (73277)
134. Сент-Урс (73265)
135. Серр'єр-ан-Шотань (73286)
136. Сонна (73288)
137. Тревіньєн (73301)
138. Трез (73299)
139. Трессерв (73300)
140. Туарі (73293)
141. Фретерив (73120)
142. Шаль-лез-О (73064)
143. Шам-Лоран (73072)
144. Шамбері (73065)
145. Шампаньє (73070)
146. Шаму-сюр-Желон (73069)
147. Шамуссе (73068)
148. Шана (73073)
149. Шатонеф (73079)
150. Шендріє (73085)
151. Шиньєн (73084)